# Pachylophis johnsonii
Pachylophis johnsonii là một loài thực vật có hoa trong họ Anh thảo chiều. Loài này được (Parry) Rydb. mô tả khoa học đầu tiên năm 1917.